# Leonard Chin
Leonard Anthony Chin, conosciuto come Santic (Kingston, 1953), è un produttore discografico giamaicano di musica reggae e dub.

## Biografia
Inizia a lavorare come meccanico, poi fa apprendistato come fotografo e lavora per il Gleaner. Nei primi anni settanta è il cantante del gruppo Charles Hannah and The Graduates e registra un singolo per Augustus Clarke ma presto capisce che è più portato al lavoro di produttore.
Tra le sue prime produzioni per la sua nuova etichetta, la Santic, il cui nome deriva dalla crasi tra le prime lettere del soprannome del suo amico, il batterista Carlton "Santa" Davis e le ultime di Atlantic, tra il 1973 e il 1975, ci sono incisioni di Augustus Pablo, che registra il primo singolo dell'etichetta: Pablo In Dub, di Paul Whiteman, di Horace Andy (con il quale ottiene due successi con Problems e Children of Israel), di Roman Stewart e di Gregory Isaacs.
Due dei brani prodotti per Augustus Pablo furono inclusi nell'album di debutto di Pablo.
Le sessioni di registrazione di Leonard Chin normalmente si tenevano allo studio di registrazione Randy's, con Errol Thompson al banco di mixaggio e vedevano Pablo come arrangiatore e pianista.
Leonard Chin ha anche prodotto l'album del 1976 di Jah Woosh Chalice Blaze.
Nel 1975 si è trasferito a Londra diventando un importante produttore di lovers rock, lavorando con Carroll Thompson, Trevor Walters, Donna Rhoden e Lorna Pierre.
L'etichetta inglese Pressure Sounds ha ripubblicato nel 1995 una raccolta di sue produzioni della metà degli anni 70, dal titolo di An Even Harder Shade of Black (il titolo originale era Harder Shade Of Black) e, nel 2005 ha pubblicato una raccolta di sue produzioni, uscite in precedenza su sette pollici: Down Santic Way.

## Discografia parziale
- Artisti Vari - Harder Shade Of Black (anni 70, ripubblicata nel 2005 con il titolo An Even Harder Shade of Black)
- 1976 - Jah Woosh - Chalice Blaze
- Artisti Vari - Down Santic Way (1973-75)
- Artisti Vari - Dub Of The 70's (anni 70)
- 1980 -  Artisti Vari - Santic & Friends